# Жуау IV
Жуау IV Възстановител (порт. João IV, o Restaurador; 19 март 1604, Вила-Висоза – 6 ноември 1656) – крал на Португалия и Алгарв от 1 декември 1640 година, 8-и херцог Браганса, син на Теодосий (Теодозиу), херцог Браганса. Майката на последния е Екатерина, внучка на крал Мануел I. Жуау е основател на кралска династия Браганса.

## Преврат
Хабсбургите заповядват да се проведе в Португалия набор на войници за войната с Франция. Командването на тази армия е поверено на херцог Жуау Браганса, представител страничен клон на угасналата Бургундска династия. Жуау е много могъщ и владее една трета от португалските земи. В душата си той враждебно се отнася към испанското робство. Събирайки войска, укрепва крепостите и раздава постове на верни хора, той под различни предлози задържа своето отиване в Испания. С тези си действия херцогът възбужда против себе си силно подозрение у испанския крал.
Португалски патриоти извършват преврат в Лисабон. На 1 декември 1640 година те внезапно превземат двореца на вице-кралицата – херцогиня Маргарита Савойска. Излизайки на балкона, те провъзгласяват Жуау Бреганса за крал, макар самият херцог да не взема участие в преврата.
Той е принуден да приеме титлата, знаейки, че никога няма да успее да докаже на испанците своята невинност. Цяла Португалия последва примера на Лисабон. Жуау е признат за крал във всички градове и тържествено се коронясва на 15 декември 1640 година. Събралите се през 1641 година, кортеси утвърждават неговият избор.

## Характер
Жуау е човек внимателен, лишен от честолюбие, но способен да цени благоразумните съвети и да ги следва. Той предпочита лова, музиката и други развлечения.

## Семейство
Жуан женен за Луиза де Гусман(1613 – 1666). От този брак се раждат децата:
- Теодозиу (1634 – 1653) – първи принц на Бразилия
- Ана (1635)
- Жуана (1635)
- Катарина де Браганса (25 ноември 1638 – 31 декември 1705) е португалска инфанта от династията Браганса и кралица на Англия, Шотландия и Ирландия като съпруга на крал Чарлз II.
- Мануел (1640)
- Афонсу VI (1643 – 1683) – крал на Португалия
- Педру II (1648 – 1705) – крал на Португалия

Наследяват го един след друг неговите двама сина – Афонсу VI и Педру II.